# 20115 Niheihajime
20115 Niheihajime è un asteroide della fascia principale. Scoperto nel 1995, presenta un'orbita caratterizzata da un semiasse maggiore pari a 2,6717984 UA e da un'eccentricità di 0,2268730, inclinata di 12,82691° rispetto all'eclittica.